# (4572) Brage
(4572) Brage es un asteroide perteneciente al cinturón de asteroides, descubierto el 8 de septiembre de 1986 por Poul Jensen desde el Observatorio Brorfelde, Holbæk, Dinamarca.

## Designación y nombre
Designado provisionalmente como 1986 RF. Fue nombrado Brage en honor a Bragi dios de la poesía y la música en la mitología nórdica, esposo de Idun e hijo y consejero principal de Odín.

## Características orbitales
Brage está situado a una distancia media del Sol de 2,593 ua, pudiendo alejarse hasta 3,006 ua y acercarse hasta 2,180 ua. Su excentricidad es 0,159 y la inclinación orbital 11,99 grados. Emplea 1525 días en completar una órbita alrededor del Sol.

## Características físicas
La magnitud absoluta de Brage es 12,6. Tiene 8,079 km de diámetro y su albedo se estima en 0,271.